# Latifa Akherbach
Latifa Akherbach (َBerber lenguas: ⵍⴰⵟⵉⴼⴰ ⴰⵅⵔⴱⴰⵛ, árabe: لطيفة أخرباش - nacida en 1960 en Tetuán) es una política y periodista marroquí. Entre 2007 y 2012 fue secretaria de Estado de Asuntos Exteriores en el gabinete de Abbas El Fassi.
Akherbach comenzó su carrera en 1981 como periodista en el diario Al Maghrib y en la revista La Vie Eco. A finales de la década de 1990 fue profesora en el Instituto Superior de Periodismo de Rabat y en 2003 fue nombrada por el rey Mohammed VI directora del Instituto Superior de Información y Comunicación (ISIC), y en 2007 codirectora general de la Sociedad Nacional de Radiodifusión (SNRT), la radio estatal marroquí.
Akherbach es coautora de dos libros en francés sobre los derechos de la mujer: "Mujeres y medios de comunicación" (Femmes et médias) y "Mujeres y política" (Femmes et politique).